# Aéroport international d'Ushuaïa
L'aéroport international d'Ushuaïa - Malvinas Argentinas (code IATA : USH • code OACI : SAWH • code FA Argent. (es) : USU), communément appelé Aéroport d’Ushuaïa (en espagnol : Aeropuerto Internacional de Ushuaia Malvinas Argentinas), est un aéroport situé à Ushuaïa, dans la province de Terre de Feu, Antarctique et Îles de l'Atlantique Sud en Argentine. Inauguré le 27 novembre 1995, son exploitation est assurée par London Supply. C'est l'aéroport le plus méridional de l'Argentine. En 2013,
556 963 passagers y ont été enregistrés. Il est notamment emprunté par les touristes de toutes nationalités qui se dirigent vers l'Antarctique en navires de croisière durant l’été austral et les skieurs dont les équipes de ski internationales, à destination de la station hivernale du Cerro Castor.

## Géographie

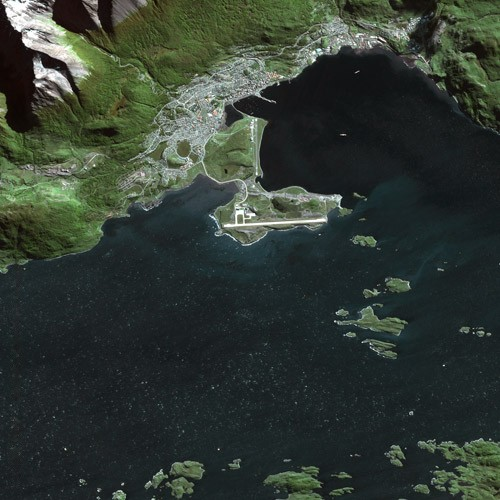
Vue satellite de la ville d’Ushuaïa en 2007 (au centre de l’image, l’aéroport et sa piste (07/25). Perpendiculairement, l’ancienne piste 16/34.

Au pied de la partie méridionale de la cordillère des Andes, l’aéroport dessert la ville argentine d’Ushuaïa, sur la grande île de la Terre de Feu, dans la province de Terre de Feu, Antarctique et Îles de l'Atlantique Sud. Seule et unique construction, cet ensemble aéroportuaire est situé au sud de la ville, sur la péninsule d'Ushuaïa anciennement appelée péninsule La Misión ou MacClinton. La péninsule est baignée, au sud, par le canal Beagle, à l’ouest, par la baie Golondrina et à l’est par la baie d'Ushuaïa. On y accède par un isthme de 3,3 km appelé Paseo Roque Sánchez Galdeano. À une altitude de 31 m, l’aérogare se trouve du côté de la pointe occidentale de la péninsule. La piste a été construite dans le sens est-ouest (orientation magnétique de la piste : 07/25 soit 70° et 250°) sur la totale partie latérale de la péninsule. Du côté 07, l’altitude est de 26 m et du côté 25, l’altitude est de 22 m. La géologie de la péninsule est principalement constituée de dépôts sédimentaires marins issus de la dernière période glaciaire de la fin du Pléistocène. Le relief se compose de légères collines ondulées et érodées durant l’ère glaciaire ainsi que de tourbières. La végétation rase et pauvre y est composée de mousses, de sphaignes, mais aussi de joncs et carex. On y trouve aussi la plante à fleurs Chiliotrichum diffusum, le notro (Embothrium coccineum) et localement des jeunes lengas (Nothofagus pumilio), guindos (Nothofagus betuloides ) et nires (Nothofagus antarctica). Le long de la côte de la péninsule, vivent principalement des oiseaux marins comme l'ouette marine (Chloephaga hybrida), le cormoran impérial (Leucocarbo atriceps), le cormoran de Magellan (Phalacrocorax magellanicus), la sterne hirundinacée (Sterna hirundinacea), le goéland dominicain (Larus dominicanus), le goéland de Scoresby (Leucophaeus scoresbii), le labbe du Chili (Stercorarius chilensis), l'huîtrier de Garnot (Haematopus leucopodus), l'huîtrier noir (Haematopus ater), le brassemer cendré (Tachyeres pteneres). Parmi les mammifères, ce sont le lapin commun (Oryctolagus cuniculus) et le rat musqué (Ondatra zibethicus), deux espèces introduites par l’Homme, qui y sont les plus représentés.
Le climat de la région est un climat subpolaire océanique (dans la classification de Köppen). Le sud et l'ouest subissent des vents forts, avec un brouillard et un taux d'humidité élevé toute l'année. Les jours sans pluie, névasse, grêle ou neige sont rares. La limite pluie/neige se trouve à une altitude de 700 mètres. L’hiver (juin), la longueur du jour est de 7 heures et 11 minutes tandis qu’en été (décembre), elle est de 17 heures et 20 minutes.

## Situation
| \| 100 km1:20 642 000 \| Bahía Blanca San Carlos de Bariloche Buenos Aires · J.-Newbery Buenos Aires · Ezeiza Buenos Aires · El Palomar Catamarca Comodoro Rivadavia Córdoba Corrientes El Calafate Esquel Formosa Gobernador Gregores San Salvador de Jujuy La Rioja Malargüe Mar del Plata Mendoza Neuquén Paraná Perito Moreno Puerto · Iguazú Puerto Madryn Reconquista Resistencia Río Cuarto Río Gallegos Río Grande Rosario Salta San Juan San Luis San Martín de los Andes San Rafael Santa Fe de la Vera Cruz Santa Rosa Santiago del Estero Sunchales Tandil Termas de Río Hondo Trelew Tucumán Ushuaia Viedma |
| 100 km1:20 642 000 |

## Histoire
L’histoire de l’aéroport s’inscrit intrinsèquement dans l’exploration tardive et difficile de cette région australe montagneuse et isolée ainsi que de la promiscuité des zones potentielles à la construction d’une piste aéronautique.

### Premières liaisons aériennes

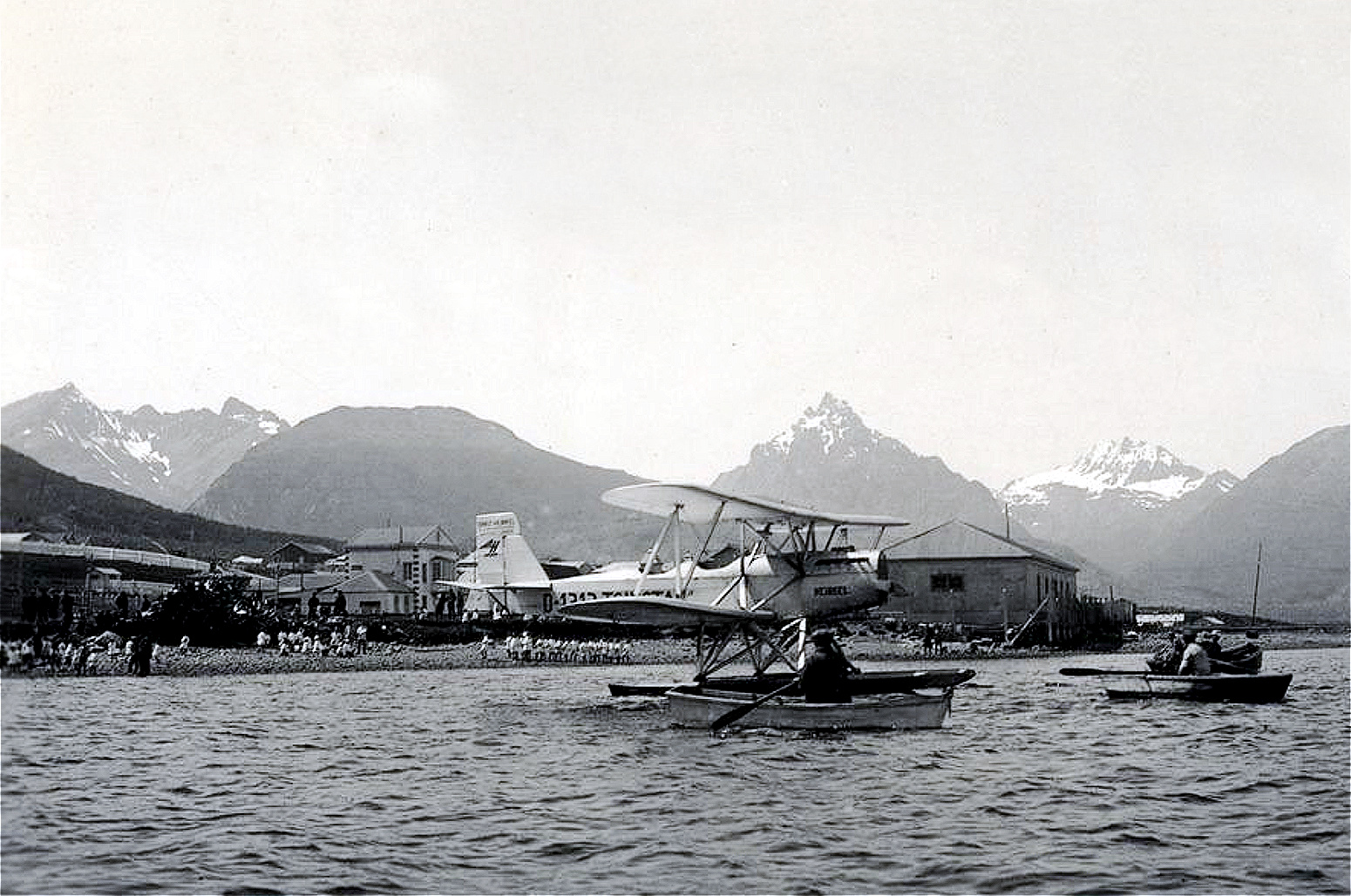
Le Tsingtau sur les eaux de la baie d’Ushuaia en 1928.

En provenance de Punta Arenas, le 3 décembre 1928, un hydravion Heinkel HD-24 W, le Tsingtau — aussi nommé le Cóndor de Plata — amerrit dans la baie d’Ushuaïa. Piloté par Gunther Plüschow en compagnie de son ingénieur, cameraman et photographe Ernst Dreblow, ils sont les premiers à atteindre en vol aérien cette région de Patagonie et les premiers à inaugurer un vol postal entre ces deux villes. Au début de l'année 1929, ils repasseront à Ushuaïa (vol postal) et continueront à explorer cette zone australe jusqu'au cap Horn avant de mourir d'un accident de vol le 28 janvier 1931. Le 28 décembre 1931, un des pionniers de la Compagnie générale aéropostale et de l'Aeroposta Argentina, le pilote Rufino Luro Cambaceres accompagné de Francisco Ragadale fait atterrir son Waco Aso Sport de 220 ch (le R-43) sur un terrain de sport improvisé en terrain d'atterrissage. C'est à partir de 1933, que les prisonniers du pénitencier (Cárcel de Reincidentes de Tierra del Fuego) commencent à construire le premier terrain d'aviation, soit 400 m2 au lieu-dit Punta Observatorio (au début de l’isthme qui attache la péninsule où se trouve l’actuel aéroport). C'est ainsi qu'y atterrit le 19 février 1933, le premier avion militaire, un Vought V-66F Corsair (le R-61) de l’escadrille de la base aéronavale de Punta Indio (BAPI), piloté par le capitaine de frégate Marcos Zar accompagné par le sous-officier pilote Felipe Milillo, qui a relié pour la première fois Buenos Aires et Ushuaïa soit un parcours de 2 709 km en 13 heures et cinq minutes sur six étapes en deux jours. Ce terrain d’aviation atteint une surface de 800 par 350 mètres en 1936 et y est prévue une rampe pour hydravions.
Le 12 janvier 1937, le même Marcos Zar rallie en une seule étape la capitale et la ville la plus australe d’Argentine avec un vol de 2 700 km en onze heures et demie, à bord d'un Fairchild 45, accompagné par le sous-officier pilote Domingo Giovanetti. De 1939 à 1941, des vols expérimentaux sont effectués afin de créer de futures lignes régulières à la fois civile et militaire sur des avions de type Curtiss Condor.

### Premier aéroport et base aéronavale

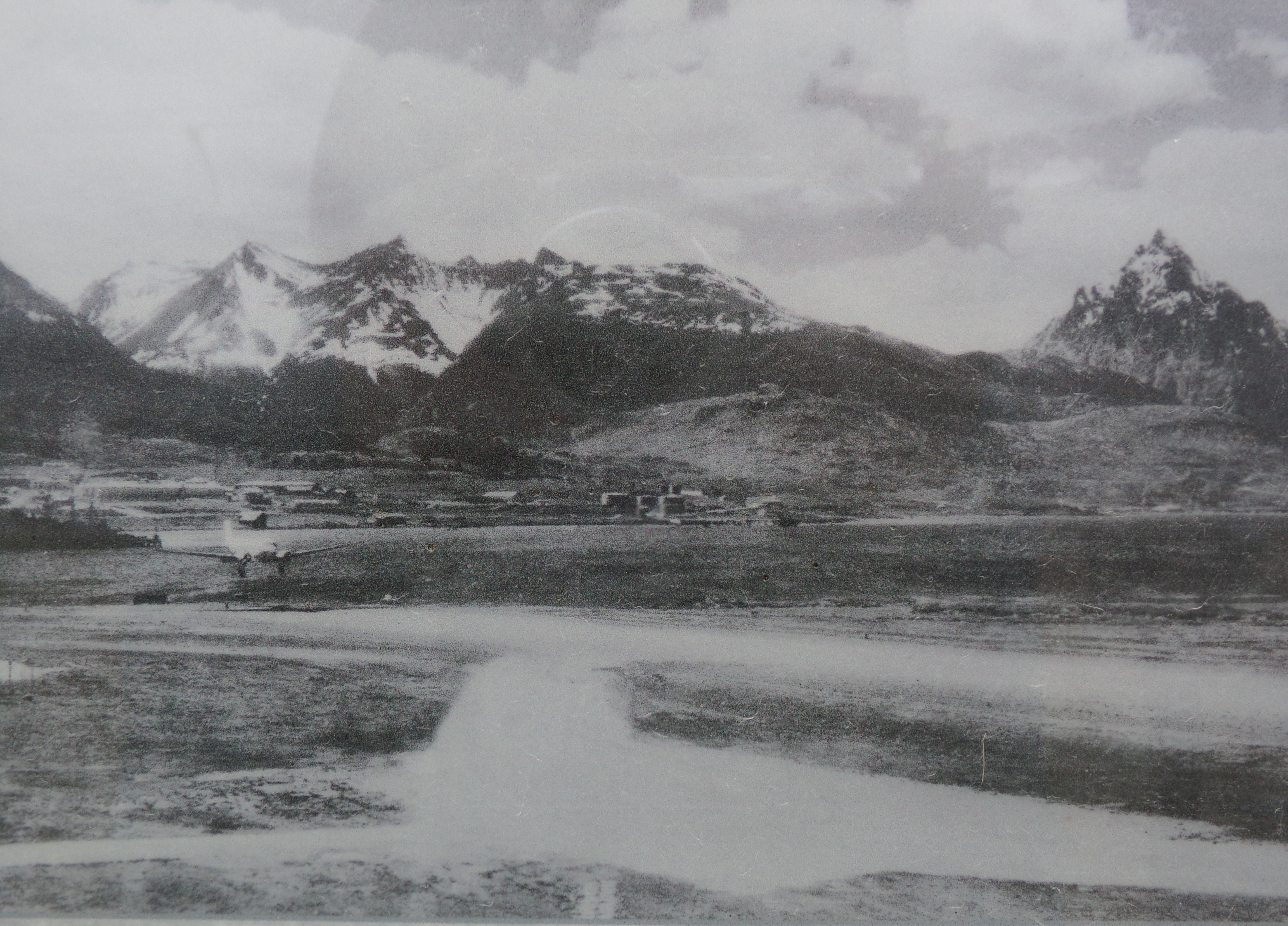
Un Douglas DC-3 atterrissant sur la piste principale (16/34) vers les années 1940.

C’est à partir des années 1940 que sont réalisées les premières études et réalisations d’un aérodrome et de pistes toujours au lieu-dit Punta Observatorio qui se prêtait au mieux à l’époque. Jusqu’à la fin des années 1946, le terrain d’aviation avait une superficie 1 050 mètres par 20 mètres non asphalté.
Le 24 mars 1947, la base aéronavale d'Ushuaïa est officiellement inaugurée. L’édifice de la base sera terminé le 28 septembre 1948 et, le 26 septembre 1949, l’aérodrome obtient le statut de station aéronavale. C’est à partir de mai 1948, que commencent les premiers vols commerciaux sur Douglas DC-3 en provenance de Buenos Aires par la compagnie Aeroposta Argentina S.A.. En 1949, il existait deux pistes : l'une de 1 200 m orientée 16/34 et l'autre de 700 m orientée 03/21. En 1970, la première piste est asphaltée et augmentée de 200 m pour atteindre en 1987 1 687 m tandis que la deuxième piste est allongée de 100 m et ne sera jamais asphaltée. Un Boeing 707, atterrit pour la première fois en novembre 1973, afin de tester la possibilité d’ouvrir de nouvelles lignes commerciales.
En raison de son positionnement difficile (montagne, baie et opposé aux vents dominants), l’aéroport, surnommé « le porte-avions », il survient plusieurs accidents. Le 26 septembre 1988, le Boeing 737-287 du vol 648 de la compagnie Aerolineas Argentinas, quitte la piste à l’atterrissage et termine sa course dans la baie sans faire de victimes parmi les 62 passagers et membres d’équipage.
À l’ouverture du nouvel aéroport en 1995, ces infrastructures et la piste 16/34 — la piste 03/21 n’existant plus — sont utilisés par l’aéroclub de Ushuaïa, fondé en 1954, par les avions militaires de la Force aérienne argentine et de la Dirección Aeronáutica aussi comme lieu d’atterrissage pour hélicoptères civils et militaires.

### Actuel aéroport

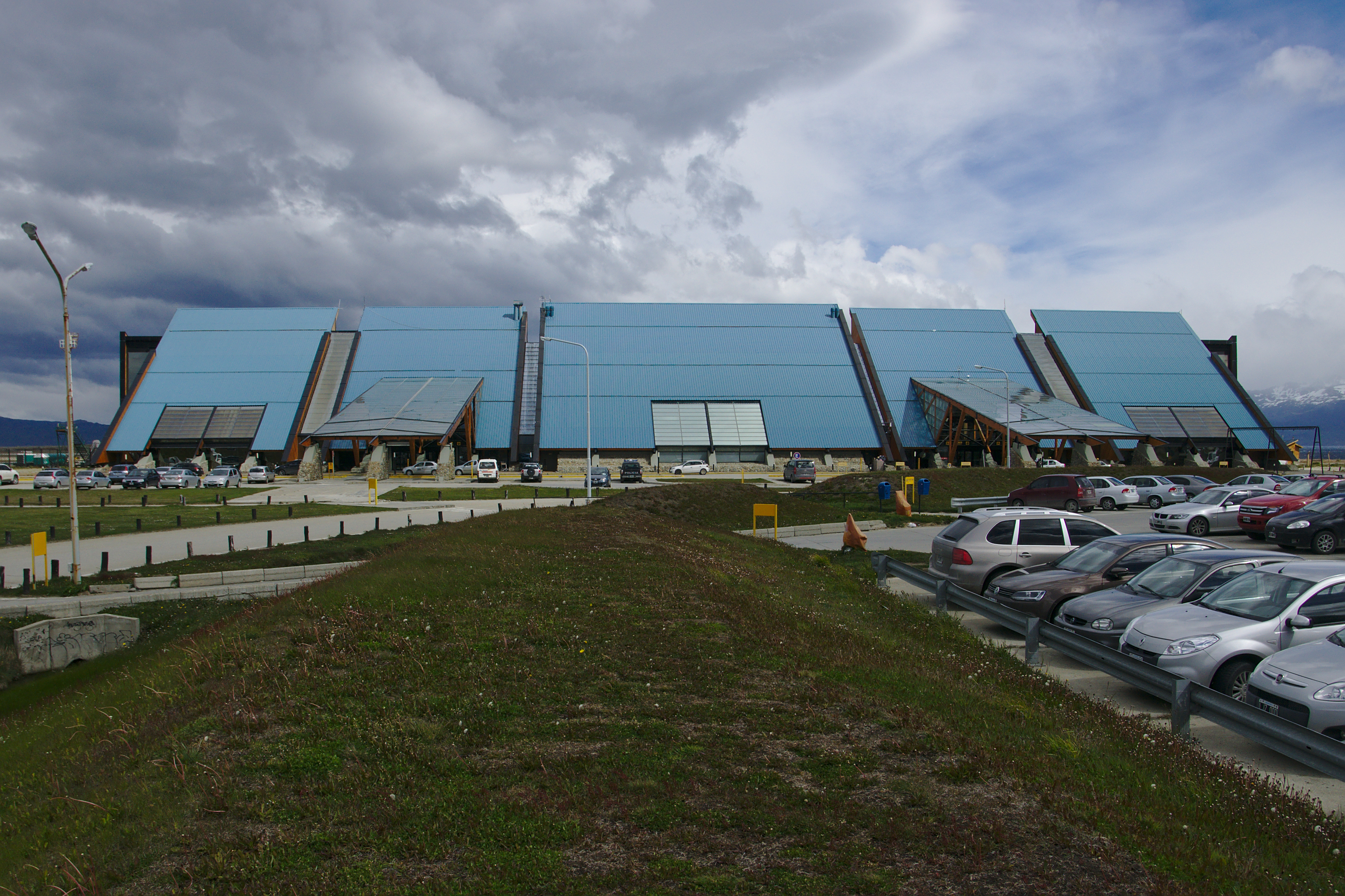
Vue de face de l’aérogare en 2013.

Sur une surface totale de 274 hectares, l'aéroport est inauguré le 27 novembre 1995 afin de remplacer le précédent, qui opérait depuis 1940, devenu obsolète et inadapté (celui-ci est l'aéroclub actuel). Il a été nommé Malvinas Argentinas afin de souligner la demande de souveraineté de l’Argentine sur les îles Malouines (Islas Malvinas en espagnol) par la loi provinciale no 257 du 21 novembre 1995 ; cette même loi désigne l'homme d'État Carlos Saúl Menem comme parrain de l’aéroport.
En janvier et en décembre 1999, un Concorde d’Air France, le F-BTSD, un vol charter, South America Tours, organisé par Abercrombie & Kent, y atterrit. C'est le vol le plus austral d'un Concorde et la troisième et quatrième visite de cet avion sur le sol argentin (1971 : Buenos Aires ; 1978 : Buenos Aires (coupe du monde football) ; janvier et décembre 1999 : Iguazú, Buenos Aires et Ushuaïa).
En 2007, la société internationale London Supply est retenue afin d'investir 19 millions de pesos argentins pour l'agrandissement de l’aérogare pour l'année 2008. La surface initiale de 5 700 m2 ne correspondant plus à la fréquentation des 470 000 passagers en 2006, les travaux consistent à augmenter de 4 000 m2 la surface notamment le hall d'arrivée, le hall et les points enregistrement, le hall de récupération des bagages, les zones commerciales et le hall de sortie. Le magazine de voyages américain Travel + Leisure désigne l’aéroport en janvier 2010 comme étant l'un des quinze aéroports internationaux les meilleurs au monde, à la fois pour son architecture et son environnement naturel,. Après avoir désigné les dix aéroports les plus détestés au monde, l’édition internationale CNN Travel publie en novembre 2011, la liste des dix aéroports les plus aimés au monde. Dans cette liste celui d'Ushuaïa arrive en cinquième position. En 2013, selon une étude de l’ORSNA (es), l'aéroport génère un impact économique territorial (Impacto Económico-Territorial, IET) de 1 700 millions de pesos argentins et 3 700 emplois directs et indirects pour un total de 556 963 passagers.

## Infrastructures et équipements

### Piste

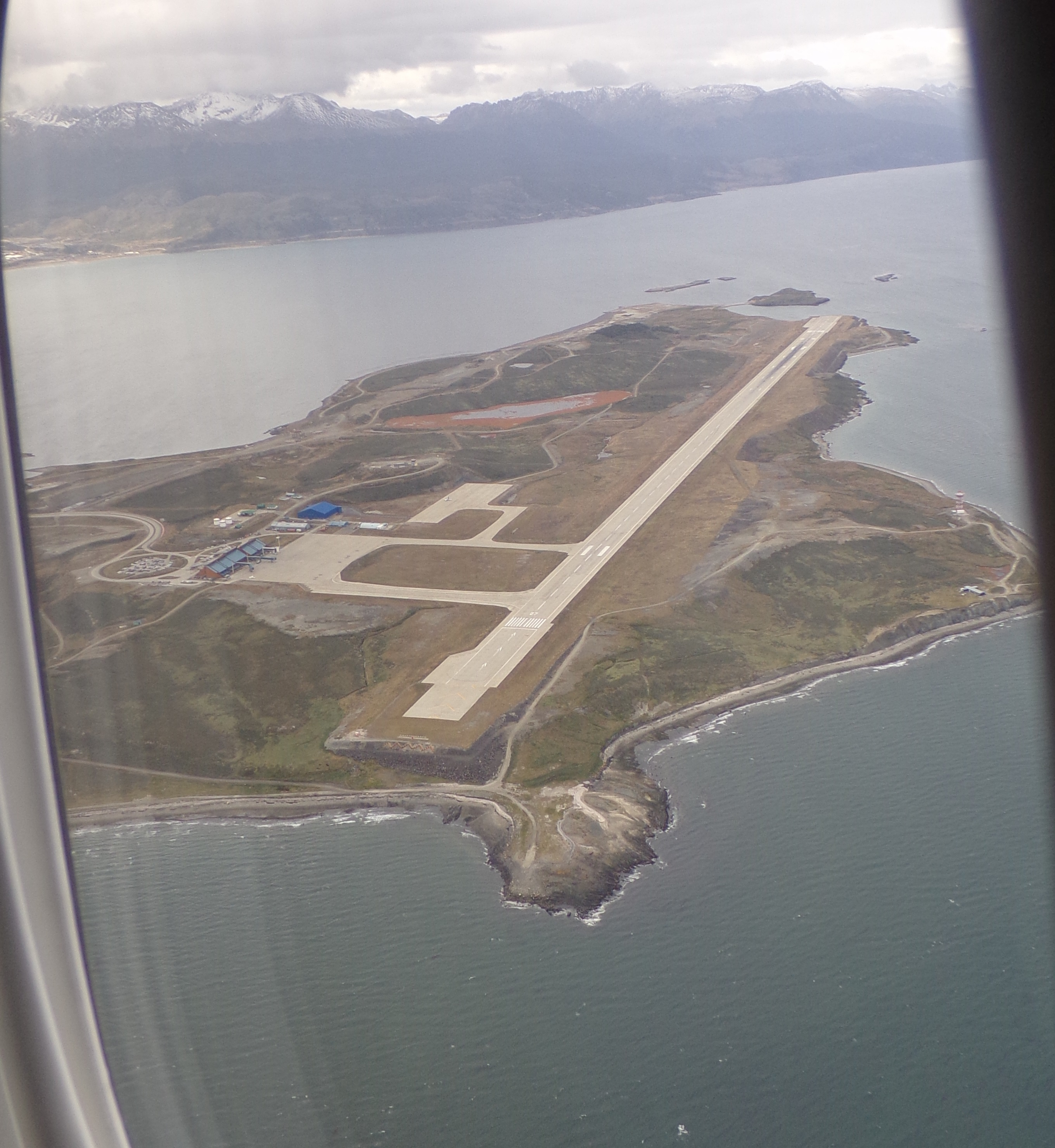
Vue aérienne des infrastructures de l’aéroport et de la piste.

L’aéroport possède une seule piste, longue de 3 064 mètres (TODA - Takeoff Distance Available) et large de 45 mètres, qui est orientée 07/25 (70° / 250°), les vents dominants dans le secteur étant du sud-ouest. Située à 28 mètres d'altitude, ses coordonnées sont 54° 50′ 35,6″ S, 68° 17′ 39,12″ O. La bande de piste, large de 7,5 m de chaque côté est en béton. Chacune des deux zones anti-souffle ou prolongements d’arrêt (PA) mesurent 150 m. La piste a été conçue pour pouvoir recevoir des avions longs courriers aussi gros qu’un Boeing 747 ou un Airbus A300 et a, par ailleurs, accueilli par deux fois, un charter du Concorde en 1999. Toutefois, selon la classification OACI, l’aéroport est classé en catégorie 4D.
Détails des longueurs disponibles :
| Piste | TORA    | ASDA    | TODA    | LDA     |
| ----- | ------- | ------- | ------- | ------- |
| 25    | 2 914 m | 3 004 m | 3 064 m | 2 640 m |
| 07    | 2 800 m | 2 914 m | 2 950 m | 2 620 m |

Légende : TORA : Takeoff Run Available ; ASDA : Accelerate-Stop Distance Available ; TODA : Takeoff Distance Available ; LDA : Landing Distance Available

### Instruments de navigation aérienne
Comme aide à la navigation, est installé un VOR (VHF Omnidirectional Range). Quant aux aides à l'atterrissage, l’aéroport possède un PAPI (Precision Approach Path Indicator) et un ILS (Instrument Landing System) de catégorie 1 (CAT I).

### Aérogare
Inaugurée en 1998, l’aérogare est l'œuvre de l'architecte uruguayen Carlos Ott, elle présente une surface totale de 5 500 m2 sur deux niveaux. La structure portante de l’ouvrage a été réalisée en bois laminé de pin de Monterey. En 2009, une surface de 4 000 m2 supplémentaires est inaugurée. L'aérogare possède 20 banques d’enregistrement (1er niveau), deux salles d'embarquement d'une capacité chacune de 300 passagers assis, une salle VIP d'une capacité de 24 personnes assises (2e niveau). On y trouve une boutique hors taxes, un guichet automatique bancaire, un café, un kiosque à journaux ainsi que des compagnies de location de voiture. En 1998, l’œuvre de Ott — City of Ushuaia International Airport — fait partie des finalistes du prix de la fondation Mies van der Rohe — Architecture latino-américaine.

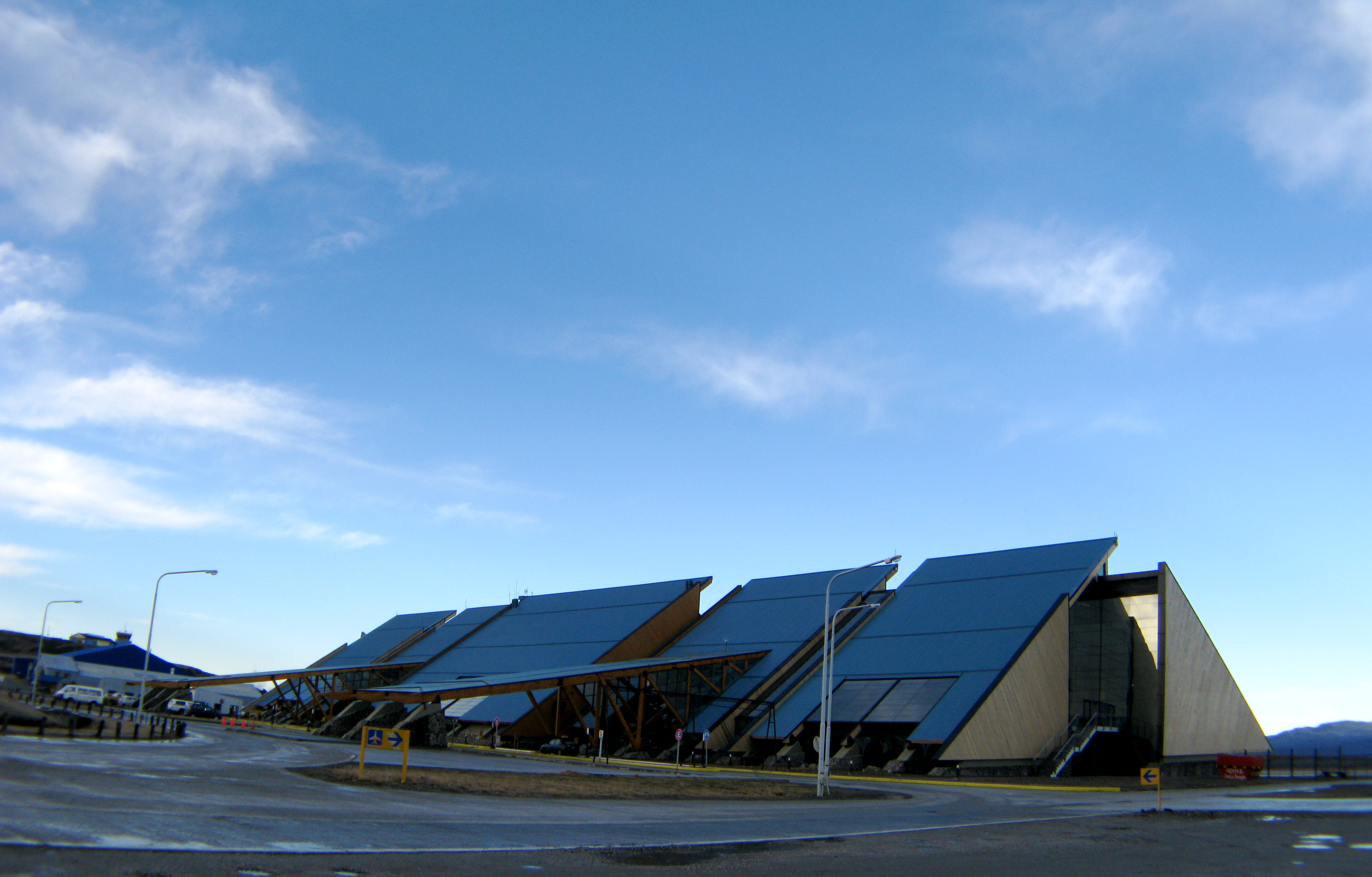
Le terminal des passagers
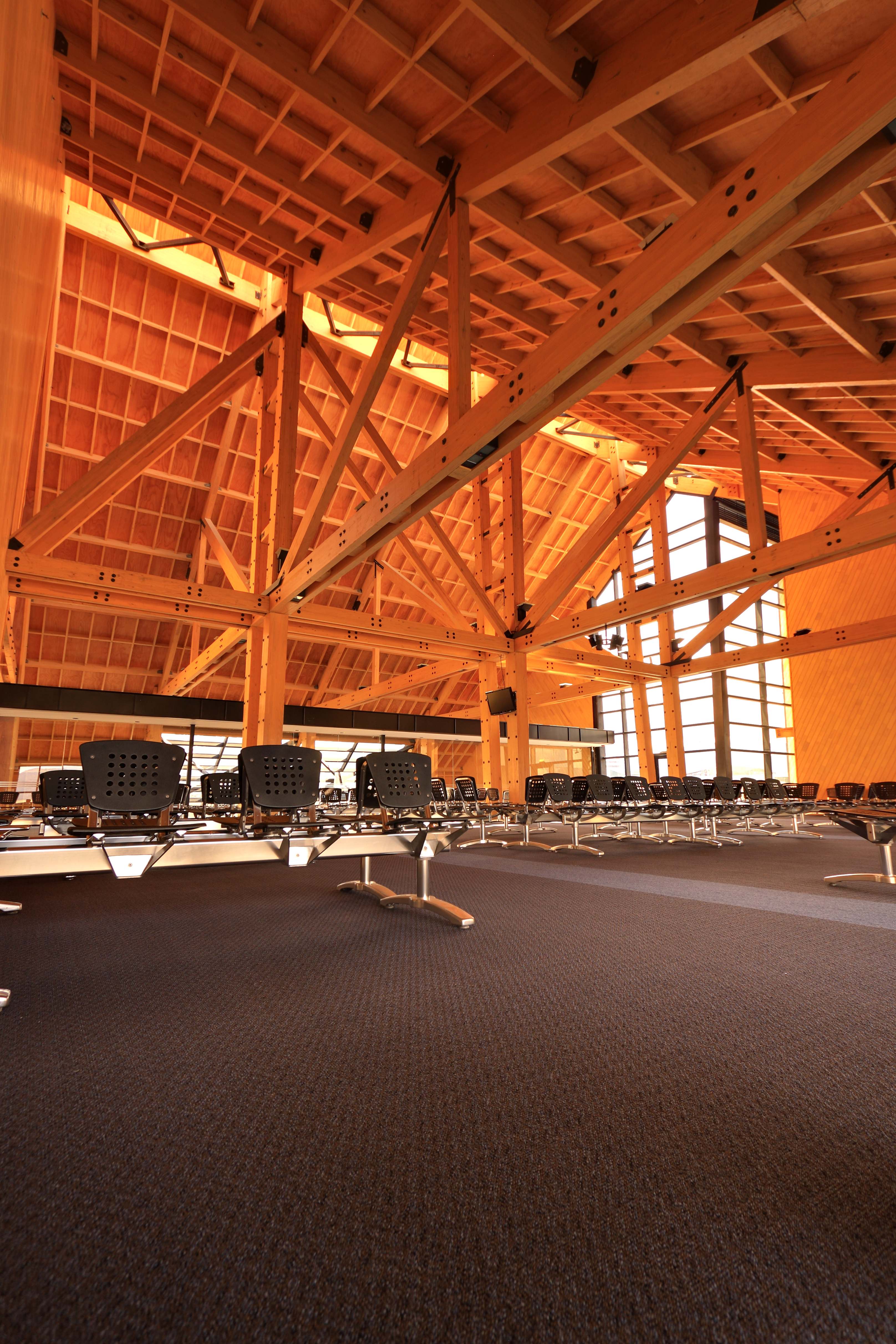
La salle de pré-embarquement
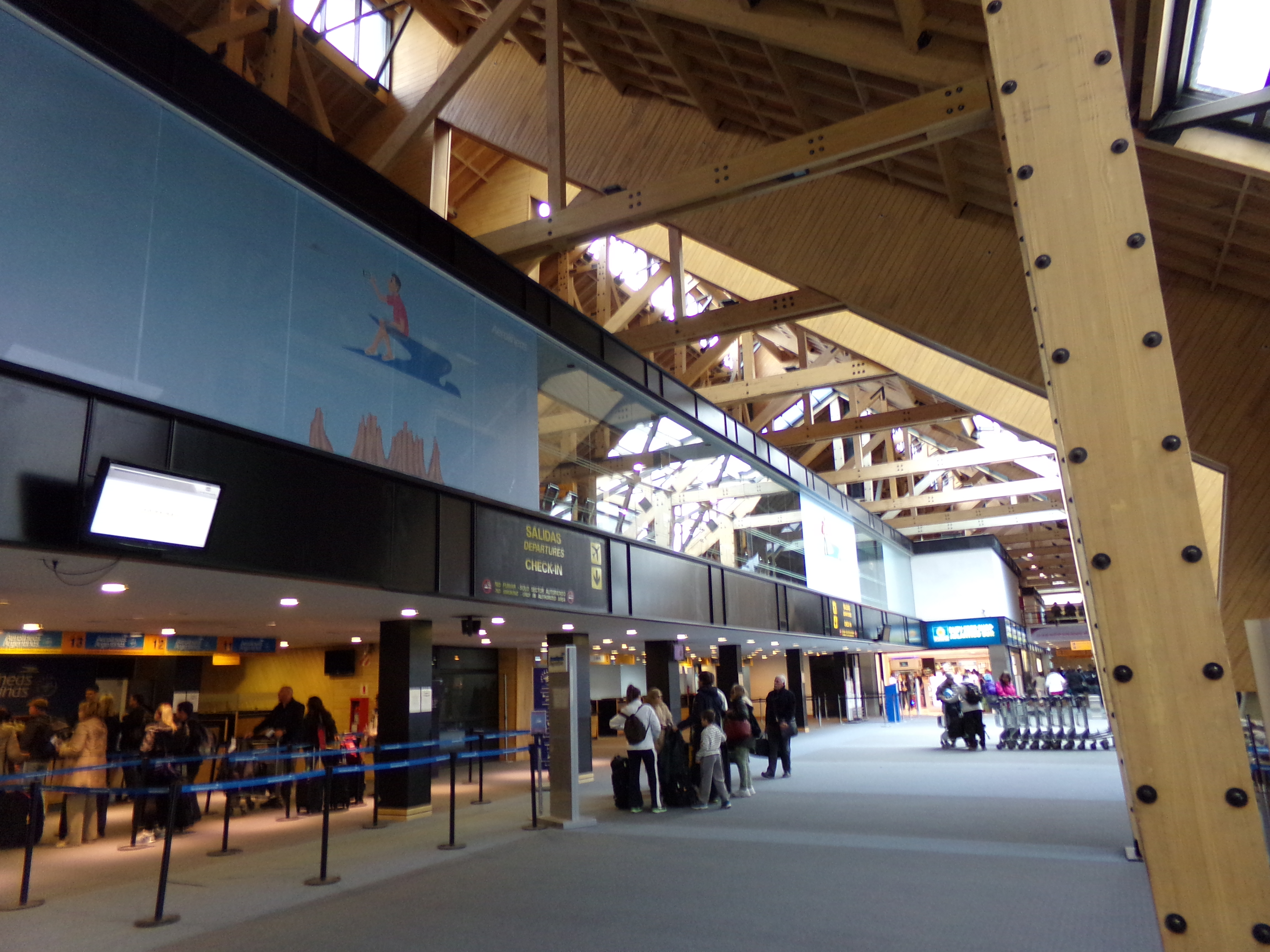
Le hall principal (zone départ et check-in)

### Autres infrastructures

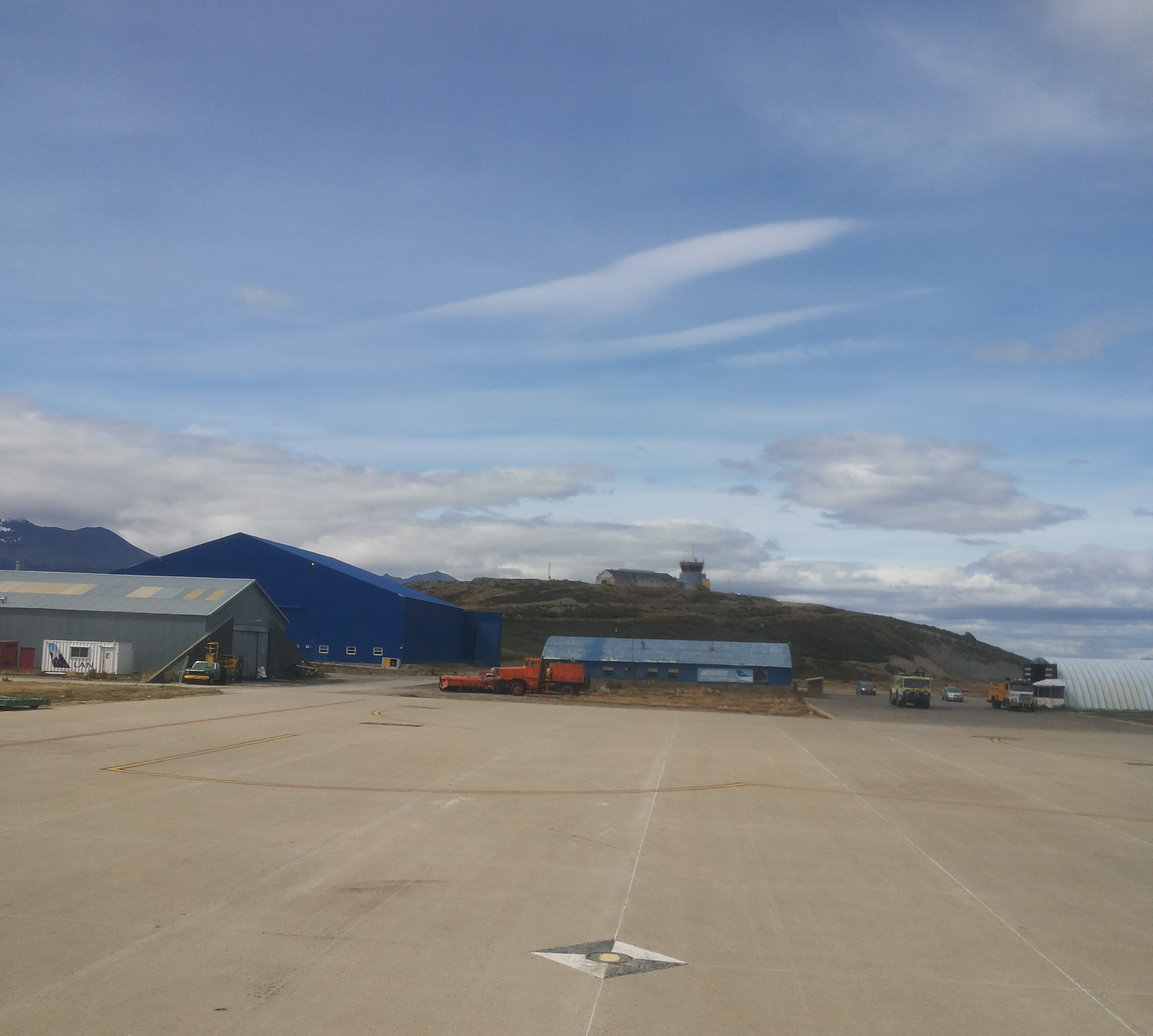
Quelques infrastructures et la tour de contrôle au fond.

La tour de contrôle dont la vigie se situe à 36 mètres d’altitude, est construite à une distance de 600 mètres de l’aérogare sur une petite colline.
Un parc de stationnement gratuit de 150 places s’y trouve à proximité immédiat.
La caserne des pompiers se situe à l’est du terminal et l’ensemble de ses équipements, dont une réserve d’eau contre les incendies de 600 000 litres  permet son classement dans la catégorie 9 (Rescue and fire fighting system) de l’OACI.
La plate-forme de combustible JP-1 est opérée par la société YPF-Repsol et possède trois réservoirs de 400 000 litres chacun.

## Compagnies et destinations
| Compagnies            | Destinations |
| --------------------- | --- |
| Aerolíneas Argentinas | Buenos Aires-J. Newbery, Buenos Aires-Ezeiza, Córdoba, El Calafate, Trelew-Almirante Zar (es) En saison : São Paulo/Guarulhos |
| Flybondi              | Buenos Aires-J. Newbery |
| JetSmart Argentina    | Buenos Aires-J. Newbery, Buenos Aires-Ezeiza                                                                                  |
| LADE                  | Comodoro Rivadavia, El Calafate, Rio Gallegos-N. Fernández, Rio Grande                                                        |
| LATAM Chile           | En saison charter : Santiago du Chili-A.-M.-Benítez                                                                           |

Édité le 22/11/2018  Actualisé le 14/12/2023

## Évolution du trafic passagers et fret

### Ancien aéroport
Les statistiques sur les mouvements des passagers commencent à partir des années 1976 et les années 1979 pour le fret quand les vols de ligne régulière civils ont été autorisés. Ce tableau présente l’évolution des passagers entre 1976 et 1994 juste avant la création du nouvel aéroport,.
| Évolution du trafic passagers [passagers] | Évolution du trafic passagers [passagers] | Évolution du trafic passagers [passagers] | Évolution du trafic fret avionné [kilos] | Évolution du trafic fret avionné [kilos] |
| Année                                     | Passagers                                 | Évolution                                 | Total                                    | Évolution                                |
| ----------------------------------------- | ----------------------------------------- | ----------------------------------------- | ---------------------------------------- | ---------------------------------------- |
| 1994                                      | 200 276                                   | en augmentation                           | -                                        | -                                        |
| 1993                                      | 158 092                                   | en diminution                             | -                                        | -                                        |
| 1992                                      | 159 765                                   | -                                         | -                                        | -                                        |
| …                                         | …                                         | …                                         | …                                        | …                                        |
| 1982                                      | 18 867                                    | en augmentation                           | 28 012                                   | en augmentation                          |
| 1981                                      | 15 190                                    | en diminution                             | 22 404                                   | en diminution                            |
| 1980                                      | 15 482                                    | en augmentation                           | 26 605                                   | en augmentation                          |
| 1979                                      | 14 722                                    | en augmentation                           | 25 098                                   | -                                        |
| 1978                                      | 14 068                                    | en diminution                             | -                                        | -                                        |
| 1977                                      | 15 649                                    | en augmentation                           | -                                        | -                                        |
| 1976                                      | 14 916                                    | -                                         | -                                        | -                                        |

### Aéroport actuel
Ce tableau représente l’évolution des passagers (total des passagers débarquants et embarquants) de la création du nouvel aéroport en 1995 jusqu’à 2013.
Pour des raisons techniques, il est temporairement impossible d'afficher le graphique qui aurait dû être présenté ici.

Voir la requête brute et les sources sur Wikidata.
| Année | Passagers | Évolution       |
| ----- | --------- | --------------- |
| 2013  | 556 963   | en augmentation |
| 2009  | 535 692   | en diminution   |
| 2008  | 554 614   | en augmentation |
| 2007  | 519 575   | en augmentation |
| 2006  | 460 730   | en augmentation |
| 2005  | 446 218   | en augmentation |
| 2004  | 403 046   | en augmentation |
| 2003  | 327 080   | en augmentation |
| 2002  | 268 946   | en augmentation |
| 2001  | 243 303   | en diminution   |
| 2000  | 261 728   | en augmentation |
| 1999  | 245 821   | en augmentation |
| 1998  | 235 900   | en augmentation |
| 1997  | 220 599   | en augmentation |
| 1996  | 201 494   | en diminution   |
| 1995  | 205 538   | -               |

## Opérateurs
Les principales compagnies aériennes opérant à l’aéroport sont les deux compagnies nationales Aerolíneas Argentinas et Austral Líneas Aéreas ainsi que celle de la filiale LAN Airlines, LAN Argentina mais aussi Líneas Aéreas del Estado (LADE) et Sol Lineas Aereas.
| Compagnie                           | Destinations [aéroport (ville desservie)] |
| ----------------------------------- | --- |
| Aerolineas et Austral Lineas Aereas | Aeroparque Jorge Newbery (Buenos Aires), El Calafate, Ezeiza (Buenos Aires), Trelew, Río Gallegos                                                        |
| LADE (Líneas Aéreas del Estado)     | Aeroparque Jorge Newbery (Buenos Aires), Comodoro Rivadavia, El Calafate, Gobernador Gregores, Mar del Plata, Perito Moreno, Puerto Madryn, Río Gallegos |
| LAN Argentina                       | Aeroparque Jorge Newbery (Buenos Aires), El Calafate |
| Sol Lineas Aereas                   | Río Gallegos, Comodoro Rivadavia, Neuquén, Mendoza, Córdoba                                                                                              |

## Accès à l’aéroport
Situé sur la péninsule d’Ushuaïa à 5,5 km du centre-ville et accessible par son unique route à quatre voies, l'aéroport est desservi par taxi, remís ou mini-bus privé. Il n'existe pas de transports en commun. Une voie verte longe toute cette route.

## Voir  aussi